# أوريل فريش
أوريل فريش (بالفرنسية: Uriel Frisch)‏ هو رياضياتي وفيزيائي فرنسي، ولد في 10 ديسمبر 1940 في أجان في فرنسا.